# Хаависто, Хельге
Хельге Отто Хольгер Хаависто (фин. Helge Otto Holger Haavisto; 2 августа 1920, Ваная, Хяме — 2 апреля 2012, Хельсинки) — финский предприниматель, горный советник; генеральный директор государственной сталелитейной кампании Раутаруукки (1960—1982), ветеран «восточной торговли».

## Биография
Без отрыва от производства за два года окончил с отличием Хельсинкский технологический университет.
С 1960 по 1982 год был генеральным директором, а с 1982 по 1985 год — председателем правления компании Раутаруукки.
Скончался 2 апреля 2012 года в Хельсинки. В 2012 году Talouselämä избрала Хаависто одним из ста самых значительных бизнес-лидеров в истории Финляндии.